# چونگ لاو
چونگ لاو (به لاتین: Chonglou) یک شهرک در جمهوری خلق چین است که در تایشان واقع شده‌است.